# Sinistral og dextral
 Ikke at forveksle med Dexter og sinister (Heraldik).
Sinistral og dextral er videnskabelige termer, som beskriver chiralitet (“håndethed”) eller relativ retning indenfor flere forskellige fagområder. 
Betegnelserne er afledt af de latinske ord for “venstre” (sinister) og “højre” (dexter). 
Andre fagområder anvender andre udtryk (så som dextro- og levorotation, inden for kemi, eller med og mod uret i fysik) eller bare venstre og højre (som indenfor anatomi)

## Geologi
Indenfor geologi anvendes termerne sinistral og dextral til at beskrive vandret bevægelse af blokke på hver side af en forkastningszone. Ordene anvendes således til at beskrive den relative retning for blokkenes bevægelse i forhold til hinanden, set oppefra. 
Bevægelsen betegnes som sinistral (venstredrejning), hvis blokken på modstående side flytter sig til venstre.
Bevægelse i dextral retning (højredrejning), betyder at blokken på modstående side flytter sig mod højre.

## Biologi

### Snegle
Snegles skaller, sneglehuse, er asymmetrisk opviklet og beskrives ved fagtermen chiralitet, -"håndethed" af an asymmetrisk struktur.
Hovedparten af (over 90 %)
 
af sneglearterne har et dextral (højredrejet) opviklet sneglehus, kun en mindre del af arterne har altid et sinistral (venstredrejet), mens meget få arter består af begge typer (som f.eks. Amphidromus perversus) 

### Fladfisk
Fladfisks er udover at de er flade også karakteriseret ved at de er assymetriske, da begge øjne er placeret på samme side af hovedet på den fuldvoksne fisk. I nogle grene af fladfiskearten, er øjnene altid på højre side af kroppen (dextral eller højre-øjet fladfisk), og i andre grene er øjnene altid på venstre side (sinistral eller venstre-øjet fladfisk). De primitive spiny turboter omfatter et lige stort antal højre- og venstre- sidede individder, og er generelt mindre asymmetriske end de øvrige fladfisk-familier.